# Qaḑā' Ayl
Qaḑā' Ayl (arabiska: قضاء ايل) är en kommun i Jordanien.   Den ligger i guvernementet Ma'an, i den centrala delen av landet, 200 km söder om huvudstaden Amman.